# 브롱크스
브롱크스(The Bronx)는 미국 뉴욕주 안에서 뉴욕의 5개 자치구들 중 가장 북부에 있다.  지리적으로 웨스트체스터 군의 남부, 할렘강의 서부로 건너 맨해튼의 북동부, 이스트강을 건너 퀸스의 북동부이다.  5개의 자치구들 중, 브롱크스는 미국 본토의 그 지역의 다수를 가지고 있는 단 하나로 42 스퀘어 마일 (109km2)과 1,455,444명 (2015년 기준)의 인구와 함께 4번째로 가장 큰 대지 지역, 4번째로 가장 높은 인구와 3번째로 가장 높은 인구 밀도를 가졌다.  1914년 이래 브롱크스는 뉴욕주의 카운티와 미국에서 3번째로 인구 밀도가 높은 군 브롱크스 군으로서 똑같은 경계선을 가졌다.
브롱크스는 브롱크스강에 의하여 맨해튼에 가까이 서부에서 언덕 지구와 롱아일랜드에 가까이 더욱 평평한 지구로 들어가면서 나누어졌다.  동부와 서부의 거리 주소들은 맨해튼의 5번가의 증축 제롬 애비뉴에 의하여 나누어졌다.  웨스트 브롱크스는 1874년 뉴욕 시로, 그리고 1895년 브롱크스강의 동부 지역들로 병합되었다.  브롱크스 군은 1914년 뉴욕 카운티로부터 분리되었다.  브롱크스 지역의 대략 4 분의 1은 자치구의 북부와 중앙에서 우드론 묘지, 밴코틀랜트 공원, 펠험베이 공원, 뉴욕 식물원과 브롱크스 동물원을 포함한 열린 공간이다.
브롱크스의 이름은 1639년 뉴네덜란드 식민지의 일부로서 지역에서 첫 정착지를 설립한 요나스 브롱크와 함께 창설되었다.  레나페족들은 정착자들에 의하여 1643년 후에 강제 퇴거되었다.  19세기와 20세기에 브롱크스는 지역이 도시의 공동체로 변화되면서 많은 이민자 단체들을 받았으며, 처음에 다양한 유럽의 국가들 (특히 아일랜드, 독일과 이탈리아), 그리고 후에 미국 남부에서 온 아프리카계 미국인 이주자들은 물론 카리브해 지방 (특히 푸에르토리코, 자메이카와 도미니카공화국)에서 왔다.  문화적 혼합은 브롱크스를 라틴 음악과 힙합 둘다의 근원으로 만들었다.
브롱크스는 미국에서 가장 가난한 5개의 회중 구역들 중의 하나인 15 구역을 품고 있으나 그 넓은 다양성은 또한 리버데일, 필드스턴, 스타이텐 다이빌, 샤일러빌, 펠험베이, 펠험 가든스, 모리스 파크와 컨트리 클럽 같은 부유하고, 상류층, 중산층 이웃들을 포함한다.  브롱크스, 특히 사우스 브롱크스는 1960년대 후반과 1970년대에 인구, 살 수 있는 주택과 생활의 품질에서 날카로운 쇠퇴를 보아 방화죄의 파동에 이르었다.  그 이래 1990년대부터 오늘날까지 속도를 얻기 전에 공동체들은 1980년대 후반에 시작된 의미 있는 재개발을 보았다.  2017년으로 봐서 뉴욕 주립 대학교 해양 대학은 미국에서 아무 대학 졸업생들의 최고의 평균 연봉 144,000 달러를 벌었다.
| 뉴욕의 다섯 개 자치구 도표 |          |                               |           |               |
| 영역                       | 영역     | 인구                          | 면적      | 면적          |
| 자치구                     | 군       | 2012년 7월 1일 인구 조사 기준 | 제곱 마일 | 제곱 킬로미터 |
| 맨해튼                     | 뉴욕     | 1,619,090                     | 23        | 59            |
| 브롱크스                   | 브롱크스 | 1,408,473                     | 42        | 109           |
| 브루클린                   | 킹스     | 2,565,635                     | 71        | 183           |
| 퀸스                       | 퀸스     | 2,272,771                     | 109       | 283           |
| 스태튼아일랜드             | 리치먼드 | 470,728                       | 58        | 151           |
| 뉴욕                       | 뉴욕     | 8,336,697                     | 303       | 786           |
| 뉴욕주                     | 뉴욕주   | 19,570,261                    | 47,214    | 122,284       |
| 출처: 미국 인구 조사국     |          |                               |           |               |

## 어원과 명명

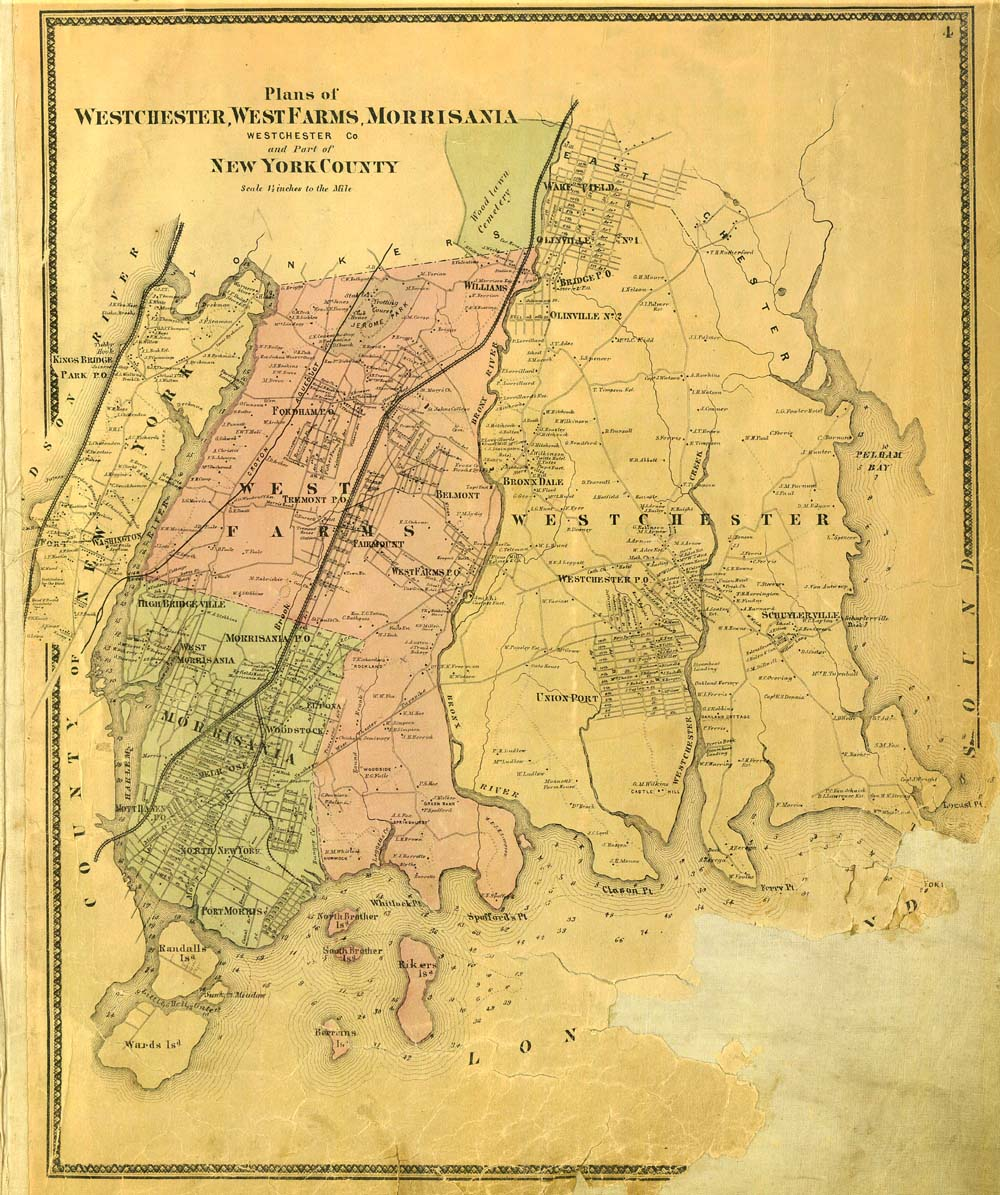
1867년 브롱크스의 지도

브롱크스는 다른 아메리카 인디언들이 "케스케스케크" (Keskeskeck)로 알던 동안 레나페족의 시와노이족 단체에 의하여 "라난치쿠아" (Rananchqua)로 불렸다.  그 지격은 아콰훙강 (현재 브롱크스강)에 의하여 나뉘었다.
요나스 브롱크 (1600년 ~ 43년)의 기원이 논쟁되었다.  어떤 근원들은 그는 1639년의 봄 동안 뉴네덜란드에 도착한 스웨덴 스몰란드에서 온 스웨덴인 이민자였다고 주장한다.  브롱크는 현재 브롱크스로 알려진 지역에 처음으로 기록된 유럽인 정착자가 되었고, 현재 모트헤이븐에 있는 윌리스 애비뉴와 132번가의 모퉁이에 가까운 "에마누스" (Emmanus)라고 불리는 농장을 지었다.  그는 현재 맨해튼 섬 할렘에서 네덜란드인의 정착지의 북부에 인접한 본토의 지협에 네덜란드 동인도 회사로부터 대지를 임대하였고, 지방 종족들로부터 추가적인 넓은 면적들을 가져왔다.  그는 결국적으로 할렘강과 브롱크스강 사이에 500 에이커 (200 헥타르)를 축적하였다.  네덜란드와 잉글랜드의 정착자들은 "브롱크의 대지" (Bronck's Land)로서 지역을 불렀다.  미국의 시인 윌리엄 브롱크는 요나스 브롱크의 아들 혹은 그의 동생 중에 한쪽인 피터 프롱크의 자손이었다.  더욱 최근의 연구는 피터가 아마 요나스의 조카 혹은 사촌이었다고 지적하였으나 확실히 같은 가족이다.

## 역사
브롱크스의 유럽인 식민지화는 1639년에 시작되었다.  브롱크스는 원래 웨스트체스터 군의 일부였으나 브롱크스 군이 되기 전에 단편들에서 뉴욕 군으로 할양되었다.  원래 지역은 식민지화가 자치 도시를 농장의 대지로 변화시킬 때까지 아메리카 인디언들에 의하여 서식되었다.

### 1914년 이전
브롱크스의 개발은 뉴잉글랜드와 뉴욕 (맨해튼) 사이에 그 전략 위치로 연결되었다.  할렘강을 가로지르는 다리들에 통치는 영국의 식민지 지배에 재앙을 입게 하였다.  브로드웨이가 스포이텐도이빌 지류에 도달하는 킹스 브리지는 프레더릭 필립서의 소유물이었다.  요금들은 지류의 양쪽에 지방 농부들에 의하여 분개되었다.  1759년 야쿠부스 디크만과 벤저민 파머에 의하여 지도된 농부들은 함께 요금의 위탁으로 이끈 할렘 강을 건너 "무료의 다리"를 건설하였다.
이제 브롱크스 군 안으로 지니어진 영토는 원래 뉴욕의 12개의 초기 식민지들의 하나인 웨스트체스터 군의 일부였다.  오늘날 브롱크스 군은 웨스트체스터 군의 타운과 용커스, 이스트체스터와 펠험 타운들의 일부들을 지니고 있다.  1846년 "웨스트팜스"로 불리는 새로운 타운이 웨스트체스터 군의 분배에 의하여 창조되었고, 1855년 웨스트팜스로부터 차례로 모리서니아 타운이 창조되었다.  1873년 킹스브리지 타운이 용커스의 전 경계들 안에 설림되어 킹스브리지, 리버데일과 우드론의 근대 브롱크스 이웃들로 계략적으로 부합하였다.
19세기와 20세기 초반에 브롱크스에서 유명한 정착자들 중에는 저자 윌리 캐서, 담배 상인 피에르 로릴라르와 자신의 철강 업무들에 근로자들에게 주거를 제공한 모트헤이번을 창설한 조던 L. 모트이다.
뉴욕로 브롱크스의 합병은 2개의 단계에서 진행되었다.  1873년 주의 입법부는 킹스브리지, 웨스트팜스와 모리서니아를 뉴욕으로 병합하여 1874년 유효하게 되었고, 3개의 타운들은 진행에서 폐지되었다.
브롱크스강 동부의 전체 영토는 뉴욕이 브루클린, 퀸스와 스태튼아일랜드의 합병한지 3년 후, 1895년 도시로 합병되었다.  이것은 1894년 합병에 대항하는 투표를 한 웨스트체스터 타운과 이스트체스터와 펠험의 부분들을 포함하였다.
1898년 1월 1일 뉴욕의 합병된 도시가 태어나 5개의 자치구들 중의 하나로서 브롱크스를 포함하였다.  (동시에 브롱크스의 영토는 웨스트체스터 군을 이미 맨해튼과 1874년 이전의 뉴욕의 나머지를 지닌뉴욕 군으로 옮겼다.)
1912년 4월 19일 지난 10년간 세월에 웨스트체스터 군으로부터 합병되어 온 뉴욕 군의 그 부분들은 뉴욕주에 의하여 창조되는 데 62번째이자 마지막 군인 브롱크스 군으로서 새롭게 제정되어 1914년 유효하게 되었다.  그해 1월 12일 (존 P. 미첼이 뉴욕 시장으로서 업무를 시작한 같은 날) 브롱크스 군의 법원들은 비지니스를 위하여 개업하였다.  맨해튼의 마블힐은 이제 브롱크스로 연결되었으나 수로들의 변화들에 이유로 역사적 사고에 의하여 브롱크스 군의 일부가 되지 않았다.

### 1914년 이후
20세기 동안 브롱크스의 역사는 4개의 기간들로 나위어졌을 것이다 - 1900년 200,000명에서 1930년 1.3백만명으로 인구 증가와 함께 1920년 ~ 29년 동안 붐의 시기이다.  대공황과 제2차 세계 대전 후의 세월들은 증대의 느림이 결국적인 쇠퇴로 이끈 것을 보았다.  20세기의 중반에서 후반은 브롱크스가 1950년 ~ 85년 범죄와 빈곤의 높은 비율들과 함께 우세하게 알맞은 소득층에서 하류층으로 쇠퇴하면서 어려운 세월들이었다.  브롱크스는 오늘날로 지속되는 1980년대 후반에 시작된 경제적과 개발적 재기를 경험하였다.

#### 뉴욕의 확대

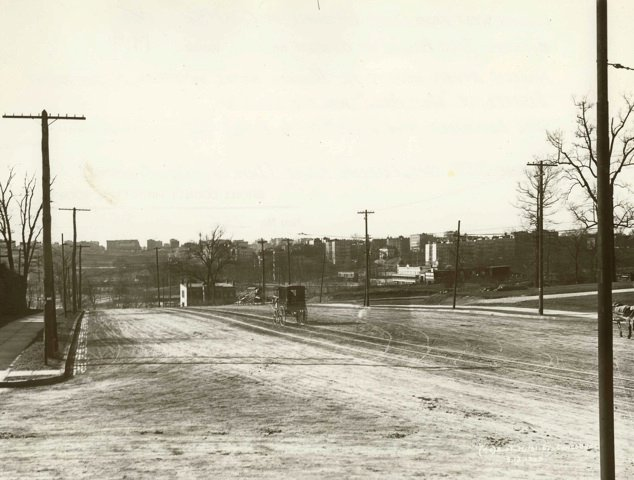
1900년 경의 그랜드콘코스와 161번가

브롱크스는 작은 농장들이 도시의 시장들을 공급하는 세대들을 위하여 대부분 시골 지역이었으나 19세기 후반에 철도의 외곽으로 자라났다.  더욱 빠른 교통은 19세기 후반에 재빠른 인구 증가를 부여하여 말을 끄는 시내 전차들에서 1904년 맨해튼으로 연결된 고가 철도와 지하철 시스템으로 옮기는 데 연루되었다.
사우스 브롱크스는 수많은 세월 동안 제조업의 중심지였고, 20세기의 초기에 피아노 제조업의 중심지로서 주목되었다.  1919년 브롱크스는 5,000명 이상의 근로자들을 고용한 63개의 피아노 공장들의 대지였다.
제1차 세계 대전의 종말에서 브롱크스는 177번가와 드보 애비뉴에서 오히려 작은 1918년 세계 박람회를 개최하였다.
제1차 세계 대전 후에 브롱크스는 재빠른 도시의 발전을 경험하였다.  뉴욕 지하철의 확장들은 수천명의 이민자들이 브롱크스로 오면서 인구에 증가로 공헌하여 주택 건설에서 주요 붐에 결과를 가져왔다.  이 단체들 중에 많은 아일랜드계 미국인, 이탈리아계 미국인들과 특히 유대인들이 여기에 정착하였다.  추가로 프랑스, 독일, 폴란드와 다른 이민자들이 자치구 안으로 옮겨 들어갔다.  이 시간 동안 유대인 인구는 두드러지게 증가하였다.  2011년 54,000명 만의 유대인들이 자치구에 살았던 동안 1937년 592,185명의 유대인 (자치구 인구의 43.9%)들이 브롱크스에 살았다.  많은 시나고그들은 아직도 브롱크스에 세워져 있으나 대부분은 다른 이용들로 전환되었다.

#### 쇠퇴
금주법이 일어난 동안 브롱크스에서 주류 밀조자들과 갱들이 활동에 놓였다.  아일랜드, 이탈리아, 유대인과 폴란드의 갱들은 불법 위스키의 대부분을 밀수입하였고, 자치구의 가장 낡은 부분들은 빈곤에 사라잡히게 되었다.
1930년과 1960년 사이에 자치구의 남서부 이웃들로부터 알맞고, 상류의 소득층의 브롱크스 주민들 (우세하게 비히스패닉 백인들)이 이주하기 시작하였다.  이 이주는 웨스트 브롱크스에 대부분 가난한 아프리카계 미국인과 히스패닉 (크게 푸에르토리코인) 인구를 남겼다.  인종적과 경제적 인구 통계들을 옮긴 하나의 중요한 요인은 대형의 아파트들에서 중류층 주민들에 주거를 마련하면서 지어진 코오프 시티 (Co-op City)의 건설이었다.  고층 건물 단지는 자치구의 남부와 서부의 장식들에서 노인 차지의 건물들로부터 중류층 주민들을 유출시키는 중요한 역할을 하였다.  오늘날 대부분 우세하게 비히스배닉 백인 공동체들은 자치구의 동부와 북서부 구역들에 위치한다.
1960년대 초반부터 1980년대 후반까지 생활의 품질이 많은 브롱크스 주민들을 위하여 날카롭게 쇠퇴하였다.  역사가들과 사회학자들은 로버트 카로의 전기 〈The Power Broker〉에서 제출되면서 로버트 모지스 크로스 브롱크스 고속 도로가 존재하는 거주 이웃들을 파괴하고, 긴급한 빈민가들을 창조한 이론을 포함한 많은 요인들을 암시하였다.  브롱크스의 쇠퇴에서 또다른 요인은 주로 사우스 브롱크스에서 고층 주택 프로젝트들의 개발로 지내왔을 것이다.  아직 모기지 론 혹은 보험 정책들 같은 브롱크스의 어떤 지역들에서 제공된 부동산 기재와 재산에 관련된 재정적 서비스들에서 축소로 지내왔을 것이다.  다른이들은 소방 같은 지방 자치적 서비스들의 "계획된 축소"를 암시하였다.  거기에는 그 건물들을 버려두거나 파괴하는 것보다 그들의 차용하는 거주자들과 함께 존재하는 건물들을 유지하는 데 지주들을 위하여 렌트 조정 법률들이 그것을 적게 유리하게 만들었는지 간으로서 많은 토론을 가지기도 하였다.
1970년대에 브롱크스는 방화죄의 경향에 의하여 재앙을 입었다.  건물들의 화재는 사우스 브롱크스 같은 가장 가난한 공동체들에서 우세하게 일어났다.  일어난 일의 하나의 설명은 심하게 곤란받는 지역에서 건물을 팔거나 다시 갈으는 것보다 보험금을 얻는 데 더욱 유리하면서 지주들이 자신들의 낮은 재산의 값을 가진 건물들을 불태우고, 보험금을 가져가는 것이었다.  브롱크스는 주로 사우스 브롱크스에서 존속된 문제였던 빈곤과 실업의 높은 비율과 함께 확인되었다.
브롱크스 자치구에서 289개의 인구 지대 중에 7개는 1970년과 1980년 사이에 화재와 위탁으로 자신들 건물들의 97% 이상을 잃었고, 또다른 44개는 똑같은 파멸을 만난 자신들 건물들의 50% 이상을 가졌다.  1980년대 초반에 사우스 브롱크스는 인구의 60%와 주택 지대들의 40% 감소와 함께 국가에서 가장 황폐한 도시 지역들 중의 하나로 숙고되었다.  하지만 1990년대에 시작에서 많은 화재로 소모되고 버려진 주택들은 다수의 주택 지대들에 의하여 대체되었다.

### 경제적 활성화

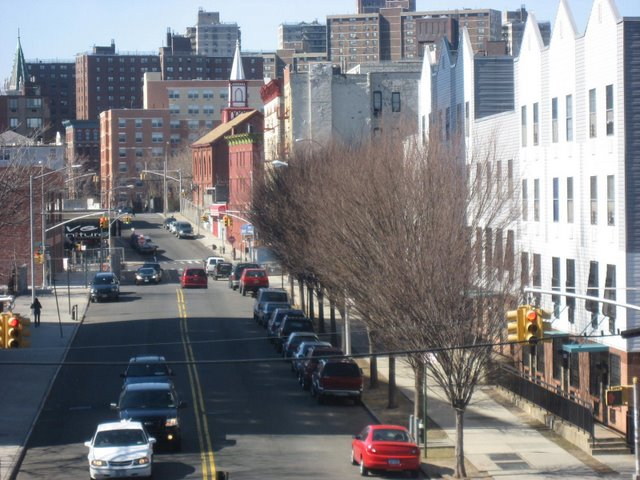
한번 화재가 일어났던 파편이 있던 위치에 놓인 연립 주택. 최근의 세월에 브롱크스는 경제적 활성화에서 증가를 보았다.

1980년대 후반 이래 브롱크스에서 주요한 개발이 일어났으며, 처음에 도시의 "10년 주택 공급 계획"에 의하여 자극되어 공동체 일원들이 입수 가능한 주택 공급을 창조하면서 사회적, 경제적과 환경적인 기본적 시설을 재건하는 일을 하였다.  단체들은 대략 1,000개의 단일체와 함께 네헤미아 홈스를 세운 사우스 브롱크스에서 교회들과 함께 제휴하였다.  멜로스 커먼스로 알려진 민중의 기구 노스 케다모스의 노력은 사우스 브롱크스에서 지역들을 재건하기 시작하였다.  IRT 화이트 로드 라인이 타는 사람들이 증가하는 것을 보기 시작하였다.  마셜스, 스테이플스와 타게트 같은 체인점들이 브롱크스에서 상점들을 열기 시작하였다.  브롱크스가 아직 다른 자치구들보다 한 사람에 약간의 지점들을 가지고 있는 동안 빈민 혹은 소수 민족의 이웃들에 주로 없었어도 전체 (1997년 106개에서 2007년 149개로)로서 브롱크스에 더 많은 은행 지점들이 열렸다.
1997년 브롱크스는 국가시민연맹에 의하여 "All America City"로 선정되어 중반 세기의 쇠퇴로부터 그 복귀를 승인하였다.  2002년 이래 자치구는 실질적인 새로운 건물의 건설을 경험하였다.  2002년과 2007년 6월 사이에 주택의 33,687개의 새로운 단일체가 세워지거나 진행 중이었고, 4.8 억 달러가 새로운 주택 공급에 투자되어왔다.  2007년의 첫 6개월에 홀로 새로운 거주 지역 개발에서 총 투자는 9억 6천 5백만 달러였고, 5,187개의 거주 단일체가 완공되는 데 예정이 잡혔다.  거의 새로운 개발는 사우스 브롱크스를 가로질러 전직적으로 많이 비어있던 곳에 뛰어 오르고 있다.
추가로 거기에는 주민들이 아파트를 사거나 수선하면서 서드애비뉴 브리지를 둘러싸는 이웃들과 헌츠포인트, 로어콘코스 같은 지역들에서 존재하는 주택 시장의 경제력 활성화가 있었다.  몇몇의 부티크 호텔과 체인 호텔들이 최근에 사우스 브롱크스에서 개장되었다.
새로운 개발들은 진행 중이다.  그랜드콘코스와 이스트 149번가의 모퉁이에 놓인 브롱크스 제네럴 우체국은 시장, 부티크, 레스토랑들과 미국 우정청의 사무실 공간으로 변화되었다.  가끔 세계에서 가장 큰 주병 부대 본부로 인용된 킹스브리지 주병 부대 본부는 킹스브리지 내셔널 아이스 센터로서 재개발을 위하여 예정이 잡혔다.
미래의 개발을 위하여 숙고의 아래는 레먼 칼리지에 인접한 뉴욕 지하철의 콘코스야드에 플랫폼의 건설이다.  건설은 개발의 대략 2,000,000 스퀘어 피트 (190,000m²)로 허락하고, 미국 달러로 3억 5천 ~ 5억 달러의 비용이 들 것이다.  추가로 라 퀸타 인은 모트헤이번의 해안 지역을 위하여 번영되어 왔다.

## 지리

### 이웃들
브롱크스의 이웃들의 수, 위치와 경계들은 시대와 새로 온 사람들의 성공적인 경향들과 함께 막연하게 되었다.  두드러진 브롱크스의 이웃들은 사우스 브롱크스, 벨먼트 구역에 아서 애비뉴에 놓인 리틀이털리와 리버데일을 포함한다.

#### 이스트 브롱크스

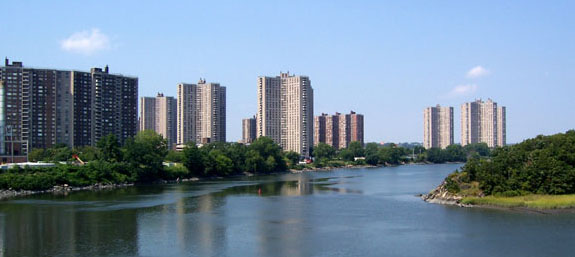
코 오프 시티 (Co-op City)의 이웃은 세계에서 가장 큰 조합식 주택 개발이다.

브롱크스강의 동부에 놓인 이스트 브롱크스는 비교적으로 평평하고 4개의 저지 반도들 혹은 이스트강의 물들로 들어가 돌출한 낮게 노인 대지들이자 한번 바닷물이 다니는 슾지였던 헌츠
포인트, 카슨스 포인트, 스크레빈 스넥 (캐슬힐 포인트)와 스록스 넥을 포함한다.  이스트 브롱크스는 단 하나의 가족 주택들은 물론, 낡은 주택 건물, 하류급 공공 주택 단지와 다수 가족의 주택들을 가지고 있다.  그 곳은 웨스트체스터 군 - 브롱크스 경계를 따라 뉴욕에서 가장 큰 공원인 펠험베이 공원을 포함한다.
이웃들은 크래슨스 포인트, 하딩 파크, 사운드뷰, 캐슬 힐, 파크체스터 (보드 9), 스로그스 넥, 컨트리 클럽, 시티 아일랜드, 펠험 베이, 에지워터 파크, 코 오프 시티 (보드 10), 웨스트체스터 스퀘어, 밴 네스트, 펠험 파크웨이, 모리스 파크 (보드 11), 윌리엄스브리지, 이스트체스터, 베이체스터, 이든왈드와 웨이크필드 (보드 12)를 포함한다.

##### 시티 아일랜드와 하트 아일랜드
시티 아일랜드는 롱아일랜드 사운드에 있는 펠험베이 파크의 동부에 위치하였고, 그 해산물 식당들과 개인적 해안의 집들로 알려졌다.  시티 아일랜드의 단 하나의 쇼핑 거리 시티 아일랜드 애비뉴는 작은 뉴잉글랜드의 타운을 상기시킨다.  그곳은 시티 아일랜드 브리지에 의하여 본토에 로드먼스 넥으로 연결된다.

#### 웨스트 브롱크스
브롱크스의 서부 부분들은 언덕이 많고, 자치구의 남부에서 북부를 달리는 평행의 산등성이들의 일련들에 의하여 지배되었다.  웨스트 브롱크스는 리버데일과 필드스턴 같은 더욱 부유한 지역들에 더욱 큰 단 하나의 가족 주택들은 물론 그 하류층 지역들에 낡은 아파트 건물, 하류층의 공공 주택 단지와 다수 가족의 주택들을 가지고 있다.  그곳은 웨스트체스터 군 - 브롱크스 경계를 따라 뉴욕의 4번째로 가장 큰 공원인 밴 코틀랜트 공원을 포함한다.  넓은 가로수길 그랜드 콘코스는 그 지역을 남부에서 북부로 통하여 달린다.

#### 노스웨스턴 브롱크스
노스웨스턴 브롱크스의 이웃들은 포덤-베드퍼드, 베드퍼드 파크, 노우드, 킹스브리지 하이츠 (보드 7), 리버데일 (보드 8)과 우드론 (보드 12)을 포함한다.  (맨해튼의 마블 힐은 이제 맨해튼보다 브롱크스로 대지에 의하여 연결되었고, 브롱크스 커뮤니티 보드 8에 의하여 시중을 든다.)

#### 사우스 브롱크스

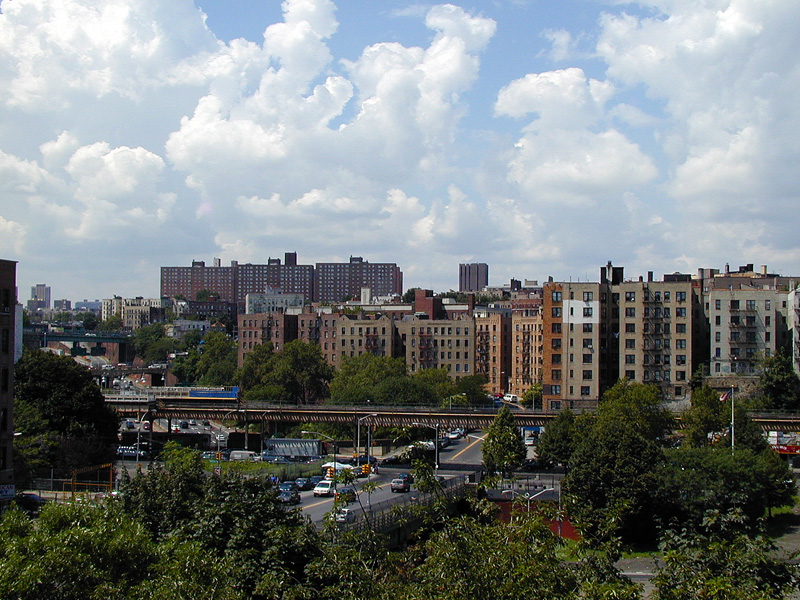
인구 45,000명의 브롱크스 이웃 모리스 하이츠

뉴욕에서 다른 이웃들처럼 사우스 브롱크스는 공식적 경계선들이 없다.  이름은 브롱크스에서 빈곤을 대표하는 데 쓰여왔으며 2000년대 포던 로드가 북부의 제한으로서 가끔 쓰이면서 북부의 장소들을 더욱 진보적으로 의뢰하였다.  브롱크스강은 더욱 동부 경계를 견실히 형성한다.  사우스 브롱크스는 많은 높은 밀도의 아파트 건물, 하류층의 공공 주택 단지와 다수 연립의 주택들을 가지고 있다.  사우스 브롱크스는 양키 스타디움은 물론 브롱크스 군 법원, 브롱크스 자치구청과 다른 정부 청사들에 본거지이다.  크로스 브롱크스 고속도로가 동부에서 서부로 갈라졌다.  사우스 브롱크스는 매우 높은 범죄는 물론 국가에서 가장 가난한 이웃들 중의 어떤 이웃들을 가지고 있다.
이웃들은 더 허브 (서드 애비뉴와 동부 149번가에 놓인 소매상 구역), 포트 모리스, 모트헤이번 (보드 1), 멜로스 (보드 1 & 3), 모리서니아, 이스트 모리서니아 (크로토나 파크 이스트로도 알려짐; 보드 3), 헌츠 포인트, 롱우드 (보드 2), 하이브리지, 콘코스 (보드 4), 웨스트 팜스, 벨먼트, 이스트 트레먼트 (보드 6), 트레먼트, 모리스 하이츠 (보드  5), 유니버시티 하이츠와 포덤 (보드 5 & 7)을 포함한다.

### 쇼핑 구역들

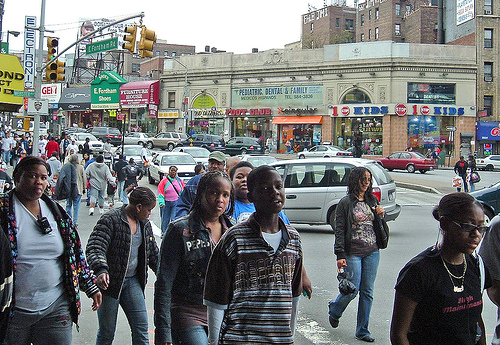
브롱크스에서 주요 거리 포덤 로드의 광경

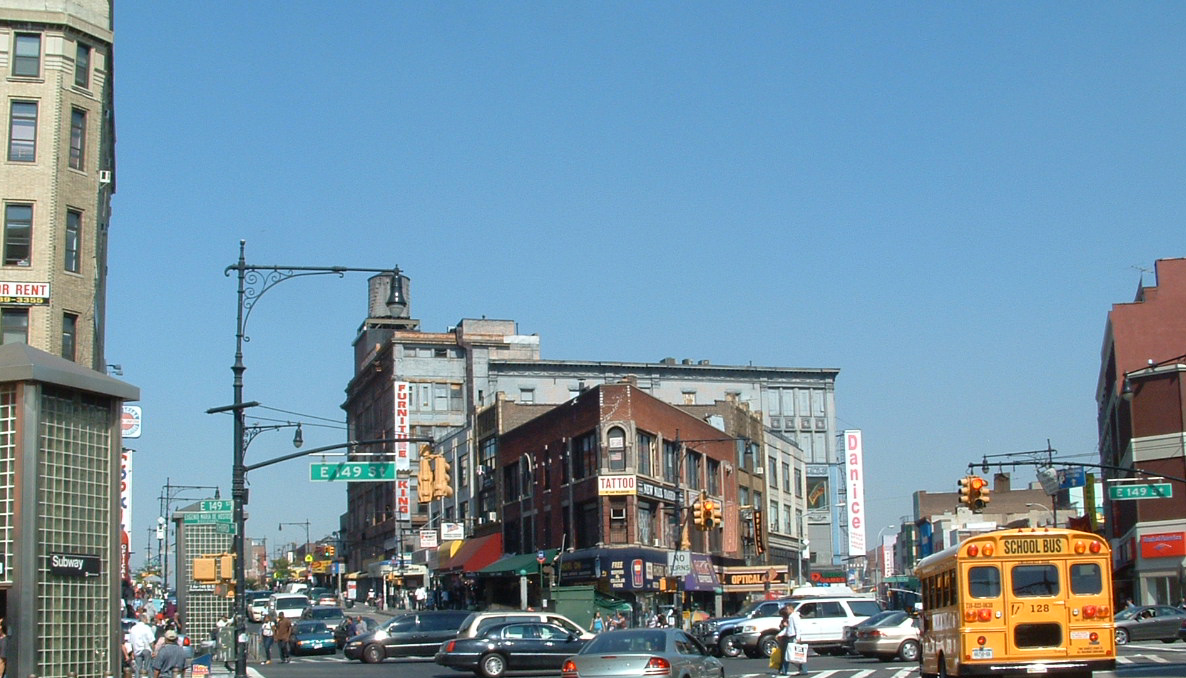
서드 애비뉴에 놓인 소매상의 중심지 더 허브

브롱크스에서 우세한 쇼핑 지역들은 포덤 로드, 코 오프 시티의 베이 플라자, 더 허브, 리버데일/킹스브리지 쇼핑 센터와 브루크너 불버드를 포함한다.  상점들은 또한 웨스트체스터 애비뉴, 화이트 플레인스 로드, 제롬 애비뉴와 서던 불버드와 브로드웨이를 포함한 고상한 철도선들의 아래에 정렬된 거리들에 집중되어 있기도 한다.  브롱크스 터미널 마켓에 있는 게이트웨이 센터는 2009년 양키 스타디움의 남부에 개장한 몇몇의 큰 선물 상점들을 지니고 있다.
브롱크스에 3개의 주요 쇼핑 센터들이 있는 데 더 허브, 게이트웨이 센터와 서던 불버드이다.  더 허브에 있는 더 허브 - 서드 애비뉴 비지니스 향상 구역은 사우스 브롱크스의 소매 중심지이자 4개의 도로들 - 이스트 149번가, 윌리스, 멜로스와 서드 애비뉴에 모인 곳에 위치했다.  그곳은 주로 멜로스의 이웃 안에서 위치하였으나 또한 모트헤이번의 북부 경계를 정렬시켰다.  더 허브는 "브롱크스의 브로드웨이"로 불려왔으며 사실상 맨해튼의 브로드웨이와 노스웨스턴 브롱크스로 비유되었다.  그곳은 최대의 교통과 건축의 밀도 둘다의 대지이다.  더 허브는 브롱크스 공동체 보드 1의 일부이다.
웨스트 브롱크스에 있는 브롱크스 터미널 마켓에 닜는 게이트웨이 센터는 양키 스타디움의 남부에 전 브롱크스 소년 구치소는 물론 과일과 채소 도매상인 브롱크스 터미널 마켓에 의하여 전직적으로 보유된 17 에이커 (7 헥타르)에 지어져 소매상 공간의 1백만 스퀘어 피트보다 적게 둘러싸인 쇼핑 센터이다.  2009년에 완공한 5천만 달러의 쇼핑 센터는 새로운 건물과 2개의 더 작은 건물들 - 하나의 새 건물과 다른 것은 원래 시장의 일부였던 존재하는 수선 건물의 건설을 보았다.  2개의 주요 건물들은 2,600 대의 자동차들을 위한 6층 주차장에 의하여 연결되었다.

### 이웃의 군들
브롱크스는 다음의 군들과 인접해있다. - 
- 웨스트체스터 군 - 북부

- 뉴욕주 나소 군 - 이스트강을 건너 남동부

- 퀸스 퀸스 군 - 이스트강을 건너 남부

- 맨해튼 뉴욕 군 - 남서부

- 뉴저지주 버겐 군 - 허드슨강을 건너 서부

## 교통

### 도로와 거리들

#### 지상의 거리들

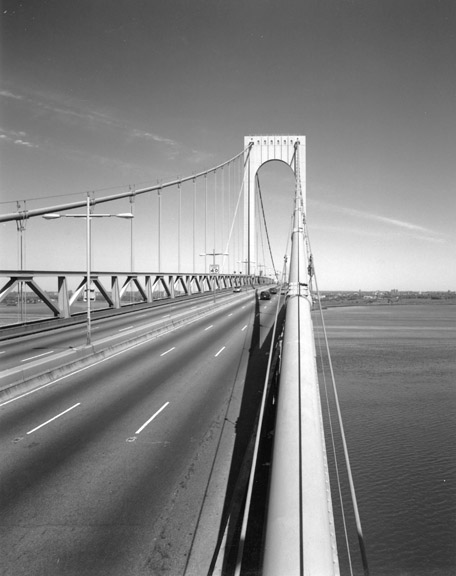
브롱크스와 퀸스를 잇는 브롱크스-화이트스톤 대교

브롱크스의 거리 교통망은 불규칙한 편이다.  어퍼 맨해튼의 가장 북부 부분처럼 웨스트 브롱크스의 언덕이 많은 지형은 상대적으로 자유형의 거리 교통망을 놓는다.  웨스트 브롱크스의 거리의 다수는 어퍼 맨해튼으로부터 이월하나 정확히 맞추지 않으며, 이스트 132번가는 브롱크스에서 가장 낮은 수의 거리이다.  이것은 브롱크스강 서부의 웨스트체스터 군의 남서부 지역들이 뉴욕 시로 합병되어 노스사이드로 알려질 때 19세기 중반부터 올라간다.
이스트 브롱크스는 숙고적으로 평평하고, 더욱 정규적으로 거리의 배치들이 향한다.  웨이크필드 이웃 만이 트레먼트 애비뉴의 배치 때문에 정렬 불량에 불구하고 거리의 다수를 태운다.  같은 대각선의 위도에서 리버데일에 있는 웨스트 262번지는 웨이크필드에 있는 이스트 237번지를 맞춘다.
맨해튼과 브롱크스 사이를 달리는 3개의 주요 남북 통행로들은 서드 애비뉴, 파크 애비뉴와 브로드웨이이다.  다른 주요 남북 도로들은 그랜드 콘코스, 제롬 애비뉴, 세지윅 애비뉴, 웹스터 애비뉴와 화이트 플레인스 로드를 포함한다.  주요 동서 통행로들은 모숄루 파크웨이, 건 힐 로드, 포던 로드, 펠험 파크웨이와 트레먼트 애비뉴를 포함한다.
대부분의 동부 거리들은 자신들이 제롬 애비뉴의 어느 쪽으로 방향을 표시하는 데 동부 혹은 서부 그 어느 쪽과 붙여있다 (피프스 애비뉴를 분할선으로 이용하는 맨해튼에서 비슷한 시스템을 지속한다).
다른 북동부의 도시들과 보스턴을 연결하는 장기적 독립 혁명 이전의 일부인 역사적 보스턴 포스트 로드는 어떤 장소들에서 동서를 달리고 어쩌다 북동부-남서부를 달리는 편이다.
브롱크스 파크가 모숄루와 펠험 파크웨이 사이에 있으면서 밴코틀랜트 파크를 서부로, 펠험 베이 파크를 동부로 그 길들도 또한 승마길에 의하여 이어졌다.
2000년 인구 조사로서 브롱크스 가정들의 대략 61.6%는 자동차 입수를 가지고 있지 않다고 한다.  전도시의 자동차가 없는 가정들은 55%이다.

#### 고속도로들
몇몇의 주요 제한된 출입의 고속도로들이 브롱크스를 가로지른다.  이것들은 다음을 포함한다. - 
- 브롱크스 리버 파크웨이

- 브루크너 익스프레스웨이 (I-278/I-95)

- 크로스 브롱크스 익스프레스웨이 (I-95/I-295)

- 뉴잉글랜드 스루에이 (I-95)

- 헨리 허드슨 파크웨이 (NY-9A)

- 허친슨 리버 파크웨이

- 메이저 디건 익스프레스웨이 (I-87)

#### 다리와 터널들

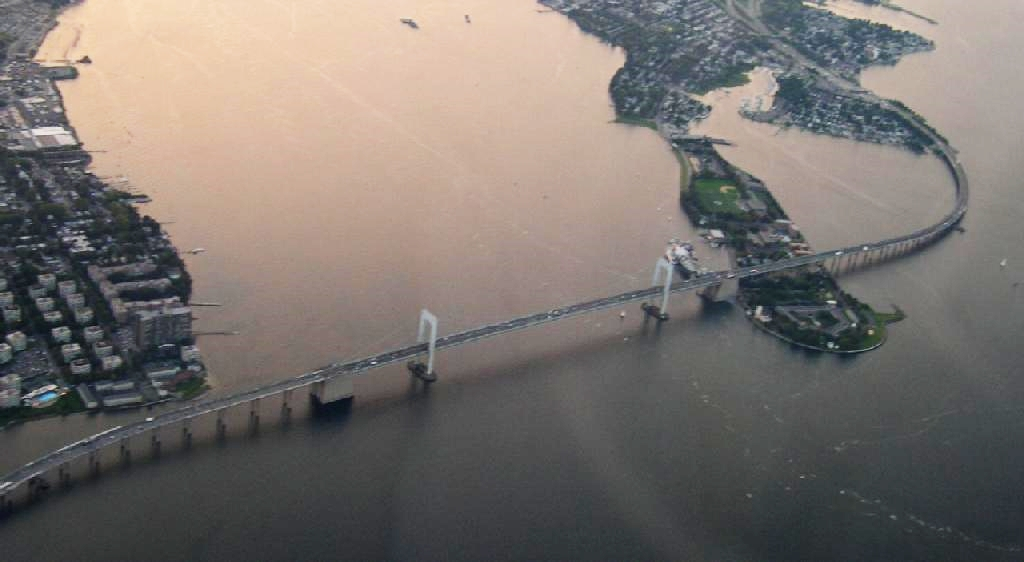
공중에서 바라 몬 스록스 넥 대교

13개의 다리와 3개의 터널들이 브롱크스를 맨해튼으로 연결하고, 3개의 다리들은 브롱크스를 퀸스와 연결한다.  서부에서 동부로 이것들은 다음을 포함한다. -
- 맨해튼으로 - 스포이텐 도이빌 대교, 헨리 허드슨 대교, 브로드웨이 대교, 유니버시티 하이츠 대교, 워싱턴 대교, 알렉산더 해밀턴 대교, 하이 대교, 콘코스 터널, 메이컴스 댐 대교, 145번가 대교, 149번가 터널, 매디슨 애비뉴 대교, 파크 애비뉴 대교, 렉싱턴 애비뉴 터널, 서드 애비뉴 대교 (남행 교통 만)와 윌리스 애비뉴 대교 (북행 교통 만)

- 맨해튼과 퀸스 둘다로 - 로버트 F. 케네디 대교 (이전에는 트라이보로 대교로 알려짐)

- 퀸스로 - 브롱크스-화이트스톤 대교와 스록스 넥 대교

### 대량 수송 수단

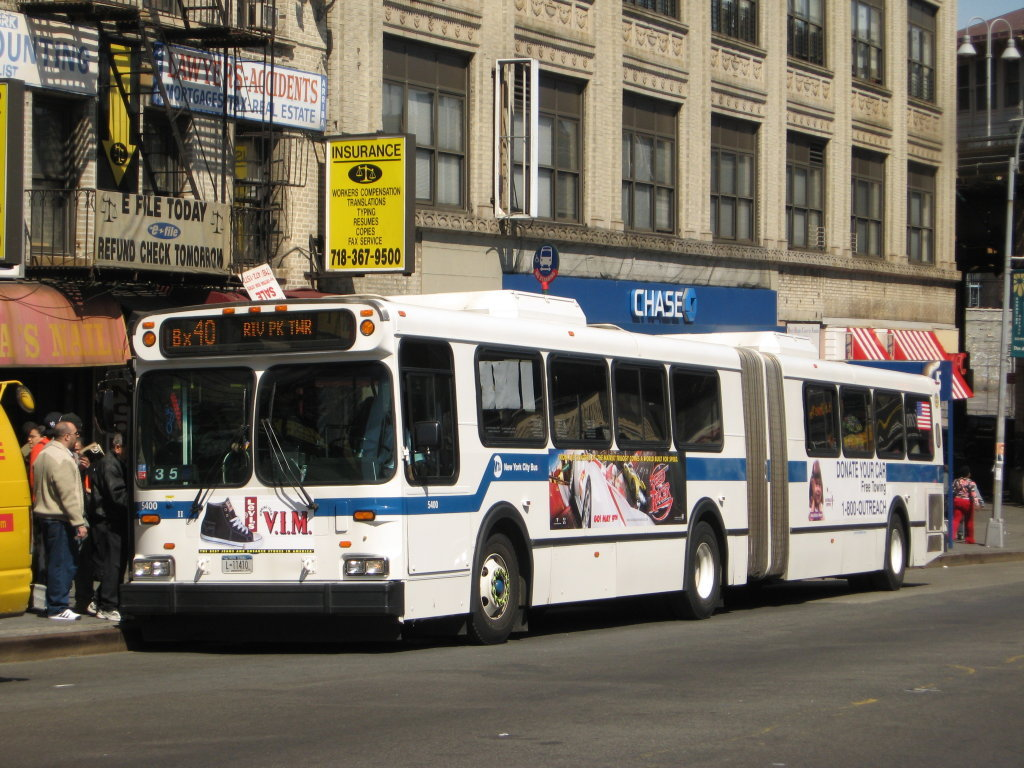
유니버시티 하이츠에서 Bx40 노선에 운영되는 뉴욕 수송 버스

브롱크스는 자치구에서 70개의 역들과 함께 뉴욕 지하철의 6개 노선에 의하여 통하여진다. - 
- IND 콘코스 노선 (B Template:NYC br D 전철들)

- IRT 브로드웨이 - 세븐스 애비뉴 노선 (하나의 전철)

- IRT 다이어 애비뉴 노선 (5개의 전철)

- IRT 제롬 애비뉴 노선 (4개의 전철)

- IRT 펠험 노선 (6 <6> 전철들)

- IRT 화이트 플레인스 로드 노선 (2 Template:NYCS br 5 전철들)

2개의 메트로-노스 레일로드 교외 통근자의 철도 노선들 (할렘 노선과 허드슨 노선)은 브롱크스에서 11개의 역들을 통하여진다.  (스포이텐 도이빌과 유니버시티 하이츠 역들 사이에 있는 마블 힐은 사실 본토로 연결된 맨해튼의 단 하나의 일부이다.)  추가로 전철들은 포덤 로드에서 뉴헤이븐 노선 역을 통하여진다.

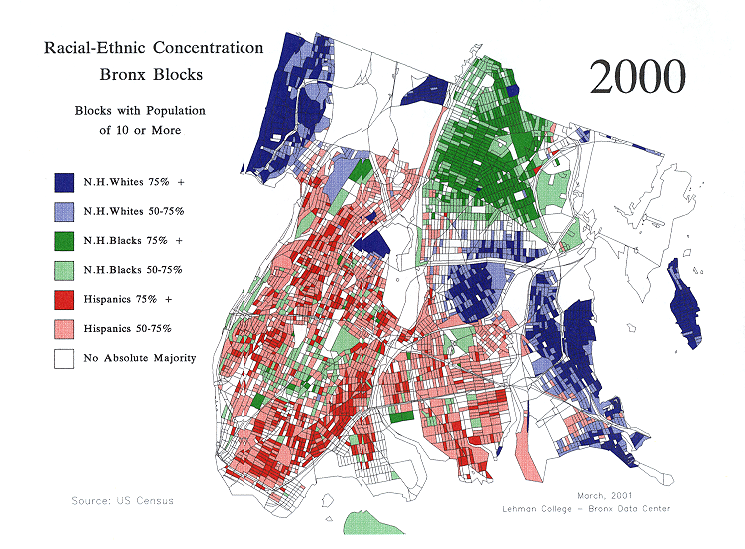
브롱크스 안에서 인종/민족적 집중들을 보이는 지도. (적색은 여러 인종의 히스패닉, 청색은 비히스패닉 백인, 녹색은 아프리카계 미국인을 나타낸다.

## 인구 통계
| 인구조사            | 인구      | Note | %±     |
| ------------------- | --------- | ---- | ------ |
| 1790년              | 1,781     |      | —      |
| 1800년              | 1,755     |      | −1.5%  |
| 1810년              | 2,267     |      | 29.2%  |
| 1820년              | 2,782     |      | 22.7%  |
| 1830년              | 3,023     |      | 8.7%   |
| 1840년              | 5,346     |      | 76.8%  |
| 1850년              | 8,032     |      | 50.2%  |
| 1860년              | 23,593    |      | 193.7% |
| 1870년              | 37,393    |      | 58.5%  |
| 1880년              | 51,980    |      | 39.0%  |
| 1890년              | 88,908    |      | 71.0%  |
| 1900년              | 200,507   |      | 125.5% |
| 1910년              | 430,980   |      | 114.9% |
| 1920년              | 732,016   |      | 69.8%  |
| 1930년              | 1,265,258 |      | 72.8%  |
| 1940년              | 1,394,711 |      | 10.2%  |
| 1950년              | 1,451,277 |      | 4.1%   |
| 1960년              | 1,424,815 |      | −1.8%  |
| 1970년              | 1,471,701 |      | 3.3%   |
| 1980년              | 1,168,972 |      | −20.6% |
| 1990년              | 1,203,789 |      | 3.0%   |
| 2000년              | 1,332,650 |      | 10.7%  |
| 2010년              | 1,385,108 |      | 3.9%   |
| 2020년              | 1,472,654 |      | 6.3%   |
| Sources: 1790–1990; |           |      |        |

### 인종, 민족, 언어와 이민

#### 2013년 인구 조사
2013년 미국 인구 조사국에 의하면, 브롱크스 인구의 45.8%가 백인, 43.3%가 아프리카계 미국인, 4.2%가 아시아인, 3.0%가 아메리카 인디언, 0.4%가 태평양 도서민, 그리고 3.3%가 2개 혹은 이상의 인종들이었다.  추가로 인구의 54.6%는 아무 인종의 히스패닉 혹은 라티노였다.
미국 인구 조사국은 브롱크스를 국가에서 가장 다양한 지역으로 숙고한다.  거기에는 닥치는 대로 선택된 아무 거주민들이 다른 인종 혹은 민족일 89.7%의 가망이 있다.  자치구의 가장 인구가 조밀했던 백인은 1940년 98.3%에서 2013년 45.8%로 쇠퇴하였다.
인구의 31.7%는 외국 출신이며, 또다른 8.9%는 푸에르토리코에서 태어났다.  55.6%는 집에서 영어보다 다른 언어를 쓰고, 16.4%는 학사 학위를 가졌다.
개략적으로 570,000명이 되는 5세 이상의 인구의 대략 44.3%는 집에서 영어를 쓴다.  인구 55.7%의 다수는 집에서 영어보다 다른 언어를 쓴다.  580,600명 이상 (인구의 45.2%)은 집에서 스페인어를 쓴다.

#### 2010년 인구 조사
2010년 미국 인구 조사국에 의하면 브롱크스 인구의 53.5%가 히스패닉, 라티노 혹은 스페인 계통, 30.1%가 아프리카계 미국인, 10.9 %가 비히스패닉 백인, 3.4%가 비히스패닉 아시아인, 0.6%가 어떤 다른 인종 (비히스패닉)과 1.2%가 2개 혹은 이상의 인종 (비히스패닉)이었다.  미국 인구 조사국은 브롱크스를 국가에서 가장 다양한 지역으로 숙고한다.  거기에는 닥치는 대로 선택된 아무 거주민들이 다른 인종 혹은 민족일 89.7%의 가망이 있다.
2010년으로 봐서 5세 이상의 인구의 44.2% (555,767명)가 영어, 2.48% (31,361명)가 아프리카의 언어, 0.91% (11,455명)가 프랑스어, 0.90% (10,946명)가 이탈리아어, 087% (10,946명)가 다양한 인도어파, 0.70% (8,836명)가 다른 인도유럽어, 그리고 0.50% (6,610명)가 중국어를 쓰는 동안 46.29% (584,463명)가 집에서 스페인어를 쓴다.  총계로 5세 이상의 브롱크스 인구의 55.98% (706,783명)는 영어보다 다른 언어를 쓴다.  온두라스와 과테말라에서 온 가리푸나어를 쓰는 공동체도 또한 브롱크스를 자기들의 고향으로 만든다.

#### 2009년 공동체 측량
2009년 미국 공동체 측량에 의하면 히스패닉 계통과 비히스패닉 계통의 백인들이 브롱크스 인구의 5 분의 2 이상 (22.9%)을 대표한다.  하지만 비히스패닉 백인들은 인구의 8 분의 1 아래를 형성하여 1980년 34.4%에서 떨어졌다.  전부의 5개의 자치구들 중에 브롱크스는 백인 거주민들의 가장 낮은 수와 퍼센티지를 가졌다.  168,570명이 비히스패닉 백인들인 320,640명의 백인들이 브롱크스를 고향으로 부르는 편이다.  비히스패닉 백인 인구의 다수는 이탈리아와 아일랜드 계통이다.  이탈리아계 주민들은 55,000명 이상이 되면서 인구의 3.9%를 차지한다.  아일랜드계 주민들은 43,500명 이상이 되면서 인구의 3.1%를 차지한다.  독일과 폴란드 계통의 주민들은 각각 인구의 1.4%와 0.8%를 차지한다.
브롱크스는 히스패닉의 다수와 함께 한 뉴욕의 단 하나의 자치구로 많은이들은 푸에르토리코인과 도미니카인들이다.
2009년 미국 공동체 측량에서 아프리카계 미국인들은 히스패닉과 라티노에 이어 브롱크스에서 2번째로 가장 큰 민족을 이루었다.  히스패닉과 비히스패닉 흑인들은 브롱크스 인구의 3 분의 1 이상 (35.4%)을 대표한다.  비히스패닉 흑인들은 인구의 30.8%를 차지한다.  430,600명이 비히스패닉 흑인들인 495,200명의 흑인들이 자치구에서 거주하였다.  61,000명 이상의 주민들은 측량에서 "사하라 사막 아래의 아프리카인"으로서 자신들을 증명하여 인구의 4.4%를 차지한다.
아메리카 인디언들은 자치구에서 가장 작은 소수 민족이다.  어떤 5,560명 만의 개인들이 인구의 겨우 0.4%로 동등한 아메리카 인디언이다.  추가로 닥치는 대로 2,500명의 주민들은 비히스패닉의 아메리카 인디언들이다.
2009년 히스패닉과 라티노들은 브롱크스 인구의 52.0%를 대표하였다.  푸에르토리코인들은 자치구 인구의 23.2%를 대표하였다.  72,500명 이상의 멕시코인들이 브롱크스에 살며 인구의 5.2%를 차지하였다.  쿠바인들은 9,640명을 능가하여 인구의 0.7%를 차지하였다.  추가로 319,000명 이상의 주민들은 도미니카인, 엘살바도르인 같은 다양한 히스패닉과 라티노 단체들이다.  이 단체들은 집합적으로 인구의 22.9%를 대표하였다.  인구의 2010년 인구 조사국에서 브롱크스 인구의 53.5%는 히스패닉, 라티노 혹은 스페인 계통이었다.  아시아계 미국인들은 작으나 자치구에서 상당한 크기의 소수 민족이다.  닥치는 대로 49,600명의 아시아인들은 인구의 3.6%를 차지한다.  9,8000명의 중국인, 6,540명의 필리핀인, 2,260명의 베트남인, 2,010명의 한국인과 1,100명의 일본인들과 더불어 13,600명의 인도인들이 브롱크스를 고향으로 부른다.
다인종의 미국인들도 또한 브롱크스에서 상당한 크기의 소수 민족이다.  다양한 인종 계통의 주민들은 41,800명이나 되면서 인구의 3.0%를 대표한다.  백인과 흑인의 혼혈인들은 6,850명 이상이면서 인구의 0.5%를 형성한다.  백인과 인디언의 혼혈인들은 2,450명 이상이면서 인구의 0.2%를 형성한다.  백인과 아시아인의 혼혈인들은 880명 이상이면서 인구의 0.1%를 형성한다.  흑인과 인디언의 혼혈인들은 1,120명 이상이면서 인구의 0.1%를 차지한다.

### 인구와 주택 공급
2010년 인구 조사국에 의하면 1,385,108명의 주민들이 브롱크스에 살면서 2000년 이래 3.9%로 증가하였다고 한다.  2000년 미국 인구 조사국으로 봐서 자치구에서 살고 있는 1,332,650명의 주민, 463,212명의 가정과 314,984명의 가족들이 있었다.  인구 밀도는 12,242.2km2에 31,709.3명의 주민이었다.  거기에는 4,597.4km2에 11,674.8명의 평균 밀도에 490,659개의 주택 일단들이 있었다.  최근의 인구 조사국은 2012년으로 봐서 브롱크스 군의 총인구가 1,392,002명으로 측량한다.
463,212명의 가정들 중 38.1%는 18세 이하의 아이들이 그들과 함께 살고, 31.4%는 함께 사는 결혼한 부부, 30.4%는 남편이 없는 여성 가정, 그리고 32.0%는 가족이 아닌 것으로 나왔다.  가정의 전부의 27.4%를 차지하고, 9.4%는 65세 혹은 이상의 홀로 사는 이들이었다.  평균 가정의 크기는 2.78 이었고, 평균 가족의 크기는 3.37이었다.
브롱크스에서 인구의 나이 분포는 이렇게 된다 - 29.8%는 18세 이하, 10.6%는 18세부터 24세, 18.8%는 45세부터 64세, 그리고 10.1%는 65세 혹은 그 이상.  중간의 나이는 31세이다.  모든 100명의 여성들을 위하여 87.0명은 남성이었다.

### 개인적과 가정의 수입
1999년 자치구에서 가정을 위한 중간 수입은 27,611 달러였고, 가족을 위한 중간 수입은 30,682 달러였다.  여성을 위한 29,429 달러에 비교하여 남성들은 31,178 달러의 중간 수입을 가졌다.  자치구를 위한 1인당 수입은 13,959 달러였다.  가족들의 대략 28.0%와 인구의 30.7%는 빈곤층의 아래였으며, 18세 이하의 41.5%와 65세 혹은 이상의 이들의 21.3%를 포함하였다.

## 문화와 기관들

### 문화

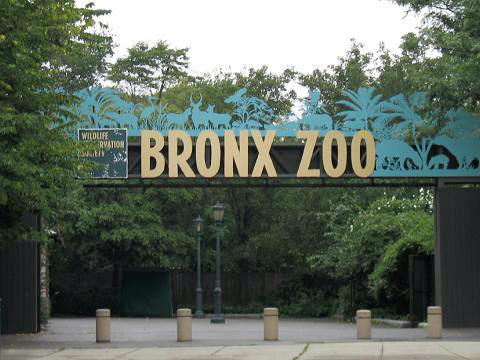
브롱크스 동물원

저자 에드거 앨런 포는 자신의 인생의 마지막 세월 (1846년부터 1849년까지)을 브롱크스에서 현재 킹스브리지 로드와 그랜드 콘코스에 위치한 포 별장에서 보냈다.  1812년 경에 지어진 작은 나무집으로 별장은 한번 롱아일랜드의 해안들로 구르는 브롱크스의 언덕들에 방해받지 않은 전망을 차지하였다.  포는 당시 시골 지역이 자신의 부인의 결핵을 위하여 유익할 것이라는 희망에 떠올라 맨해튼의 공중으로부터 벗어나기 거기로 이주하였다.
한 세기 이상 후에 브롱크스는 시티 로어에 의하여 제작된 상을 수상한 도큐멘터리에서 상세히 보도되어 2006년 PBS에 "맘보에서 힙합으로:사우스 브롱크스 이야기"의 방여으로 라틴 재즈의 소굴에서 힙합의 부화기로 전개되었다.  힙합은 처음 1970년대 초반에 사우스 브롱크스에서 나타났다.  뉴욕 타임스는 출발점으로서 DJ 쿨 허크가 공동체 장소에서 파티들에 사회를 본 세즈윅 애비뉴 1520 번지를 "크로스 브롱크스 익스프레스웨이 북쪽의 다른 건물과 메이저 디건 익스프레스웨이를 따라 열성적인 거리"로 동일하다고 간주하였다.  2016년 넷플릭스 시리즈 《겟 다운》은 1977년 사우스 브롱크스에서 힙합의 개발에 근거를 두었다.  10년 일찍이 브롱크스 오페라가 창립되어 왔다.

#### 힙합의 창립

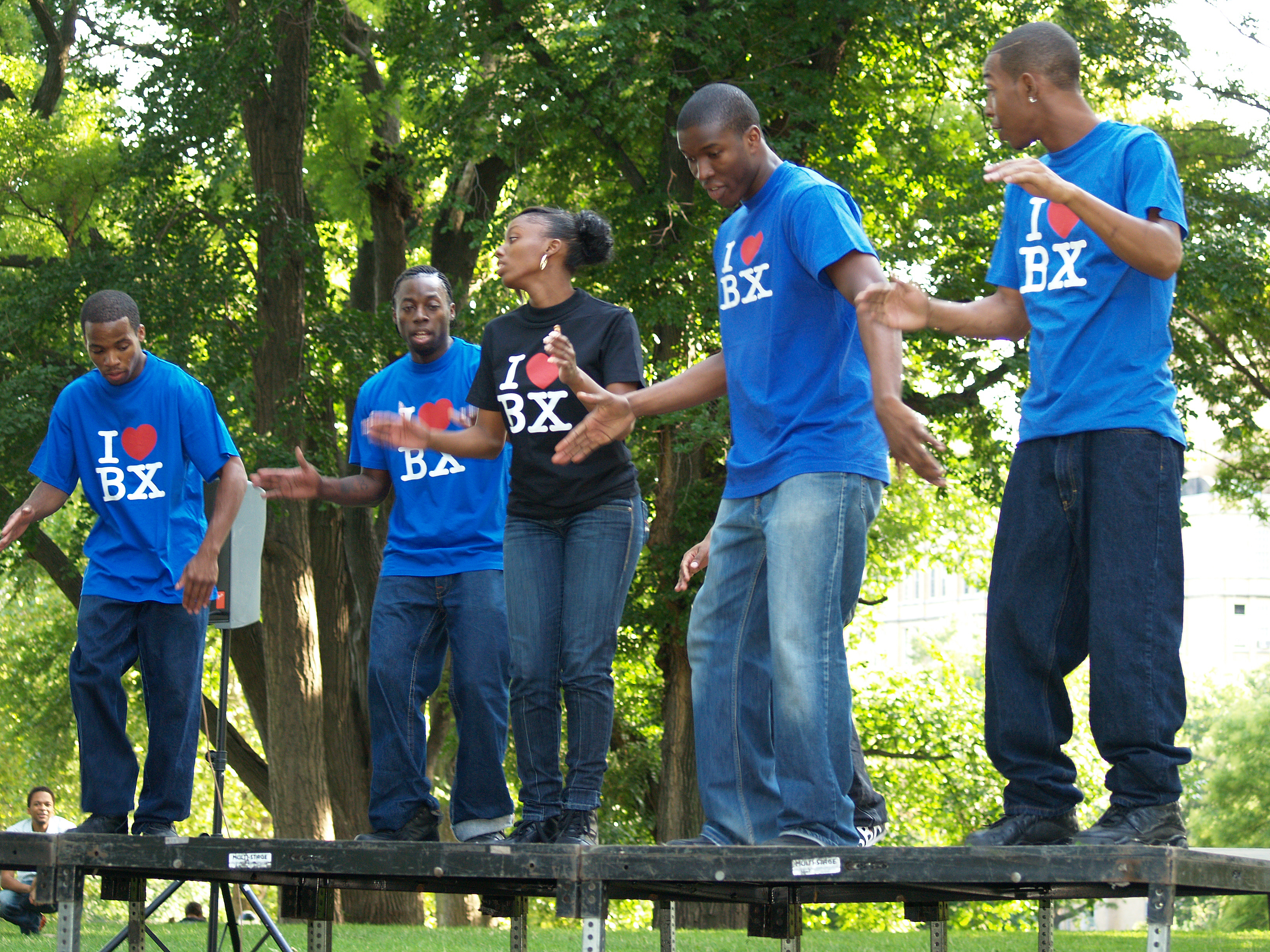
2007년 포트그린 파크 여름 문호 축제에서 상연하는 브롱크스의 P.L.A.Y.E.R.S. 클럽 댄서들

1973년 8월 11일 DJ 쿨 허크는 크로스 브롱크스 익스프레스웨이에 인접한 브롱크스 세즈윅 애비뉴 1520 번지의 오락실에서 열리는 파티에서 디스크 자키와 MC였다.  1970년대에 사실 몇몇의 장소에서 서서히 개발된 장르 - "힙합의 출생지"가 아니었던 동안 형성과 주축의 이벤트들 중의 하나가 일어난 곳으로 증명되었다.
그랜드마스터 플래시, 아프리카 뱀바타, DJ 쿨 허크를 포함한 브롱크스의 디스크 자키들 펑크 기록들의 나누기 연장한 비트 매치 DJ 활동의 출현과 시작되어 히트 펑크, 디스코와 소울 음악 노래들의 타악기 나누기 연장을 고립시키는 데 추구한 새로운 주요 음악 장르가 나타났다.  힙합의 인기가 자라나면서 상연자들은 비트들과 동시성을 두드리기 시작하였고, MC들로 알려지게 되었다.  허크, 코크 라 록과 DJ 클라크 켄트로 구성된 더 허큘로이즈는 주요 명성을 얻는 데 가장 일찍이었다.  브롱크스는 "부기 다운 브롱크스" 혹은 그냥 "부기 다운"으로서 힙합의 속어로 언급되었다.  이 일은 힙합의 개척자 KRS-One가 DJ 스콧 라 록을 포함한 그룹 BDP (부기 다운 프로덕션스)를 화나게 한 그의 생각을 위한 영감이었다.  브롱크스에서 온 새로운 힙합 아티스트들은 빅펀, 로드 토리크 앤드 피터 건즈, 캠프 로, 스위즈 비츠, 드래그 온, 팻조, 테러 스쿼드와 코리 건즈를 포함한다.
면허를 받은 지방 관광 투어 가이드 데브라 해리스에 의하여 2002년 창립된 투어 회사 서시 힙합 투어스는 힙합 문화를 형성하는 도움을 준 위치들을 진열한 브롱크스의 관광 투어를 설립하였고, 투어 가이드들로서 어떤 힙합의 개척자들의 특색을 이룬다.  아프리카계 미국인 문화의 중요한 중심지로서 브롱크스의 인정은 포덤 대학교가 브롱크스 아프리카계 미국인 역사 프로젝트를 설립하는 데 이끌었다.

#### 스포츠

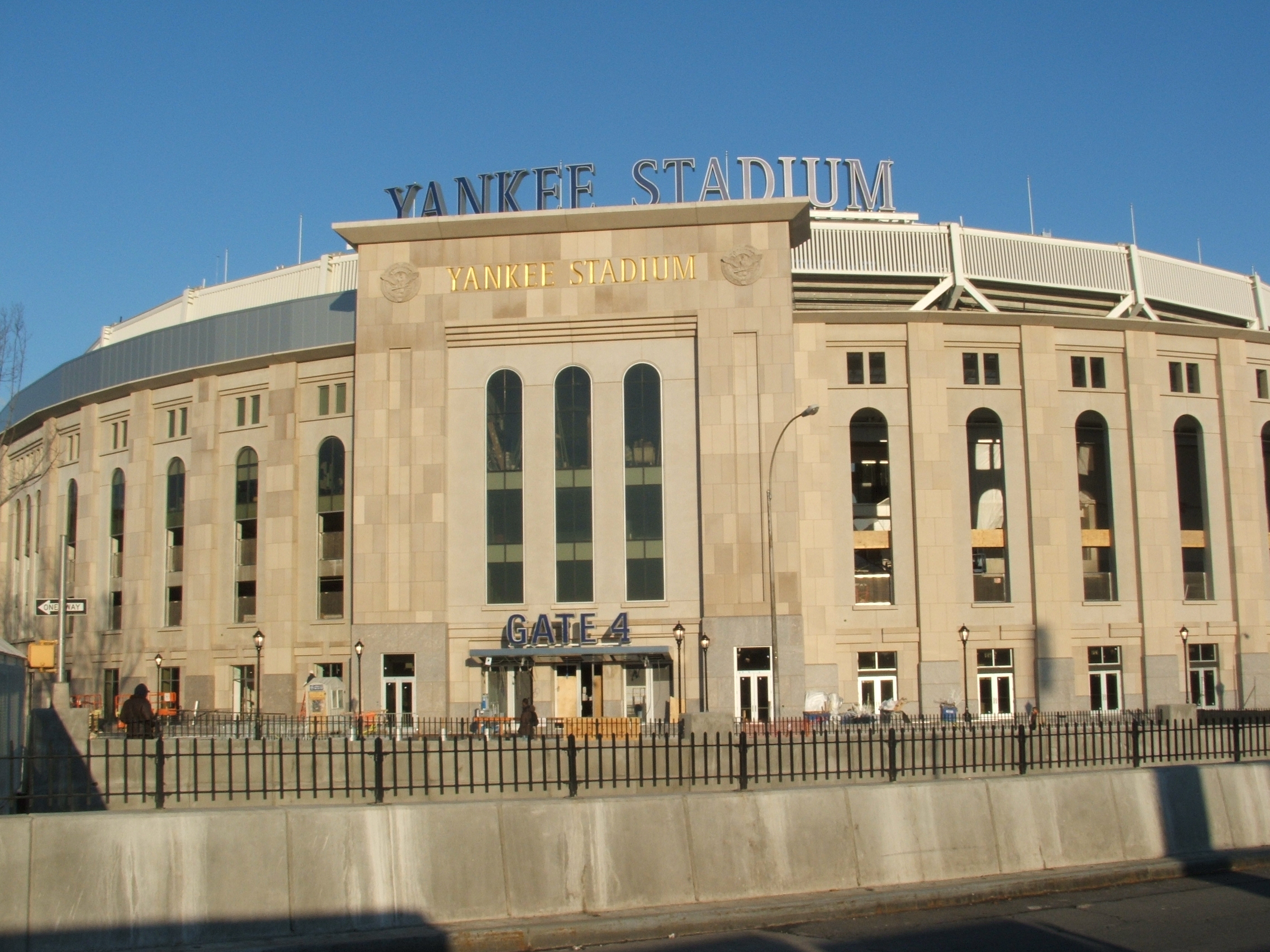
161번가와 리버 애비뉴에 놓인 양키 스타디움

브롱크스는 메이저 리그 베이스볼의 뉴욕 양키스의 고향이다.  최초의 양키 스타디움은 양키스가 자신들의 27개 월드 시리즈 타이틀 중 첫 우승을 가져온 1923년 161번가와 리버 애비뉴에 개장하였다.  유명한 정면과 함께 짧은 권리 분야 현관이자 기념비 공원인 양키 스타디움은 베이브 루스, 루 게릭, 조 디마지오, 화이티 포드, 요기 베라, 미키 맨틀, 레지 잭슨, 데릭 지터와 마리아노 리베라를 포함한 많은 야구의 거대한 선수들에게 고향으로 지내져왔다.
최초의 경기장은 1939년 루 게릭의 작별 연설, 1956년 월드 시리즈에서 돈 라슨의 완벽한 경기, 1961년 로저 매리스가 기록을 깬 그의 61번째 홈런과 1977년 월드 시리즈에서 6번째 경기를 결말 지은 레지 잭슨의 3개 홈런의 장면이었다.  경기장은 1956년부터 1973년까지 NFL 뉴욕 자이언츠의 전 홈구장이었다.
2009년 팀이 경기를 활약하는 데 새로운 양키 스타디움을 위한 방향을 만드는 데 최초의 양키 스타디움은 2008년 폐문하였고, 메이콤스 댐 파크의 전 지대에 1923년 양키 스타디움의 그 북동부에 세워졌다.  현재 양키 스타디움은 2015년에 활약하기 시작한 메이저 리그 사커의 뉴욕 시티 FC의 홈구장이기도 하다.

#### 오프오프브로드웨이
브롱크스는 라틴아메리카와 아프리카에서 온 이민자 극자가들에 의한 많은 몇몇의 새로움 작업들을 상연하는 오프오프브로드웨이 극장들에 고향이다.  라틴아메리카의 업무를 제작하는 프리곤스 극장은 사우스 브롱크스에서 월턴 애비뉴에 2005년 새로운 130개 좌석의 극장을 열었다.  뉴욕에 다른 곳에서 온 어떤 예술가들은 지역에 모이기 시작하였고, 2002년 이래 집값들이 지역에서 거의 4배로 올랐다.  하지만 오르는 가격들은 지하철 지역의 전체와 도시를 가로질러 주택 부족으로 직접 서로 관련시켰다.

#### 예술
1998년 아서 아빌레스와 찰스 라이스곤살레스에 의하여 창립된 브롱크스 예술 무용 아카데미는 인종, 성과 성별로 관계에서 같은 시기와 근대의 예술에 전념하는 무용, 연극과 예술 연구 집회, 축제와 상연들을 마련한다.  그곳은 같은 시기의 무용 교제 아서 아빌레스 대표 연극과 브롱크스 무용 연합에 고향이다.  아카데미는 세인트피터스 성공회 교회의 지면들에 회합 장소로 재배치 시키기 전에 전직적으로 아메리칸 은행 지폐 회사 건물이었다.
1971년에 창립된 브롱크스 미술관은 중앙 박불관 공간과 갤러리들의 11,000 스퀘어 피트 (1,000m²)를 통하여 20세기와 같은 시기의 미술들을 전시한다.  그 많은 전시물들은 브롱크스에 특별한 흥미의 주제들에 있다.  그 영구적 수집은 회화, 사진, 인쇄, 그림과 섞인 대중매체를 포함한 주로 아프리카, 라틴아메리카와 아시아에서 온 화가들에 의하여 800개 이상의 예술품들을 나타낸다.  미술관은 건축 상사 아퀴텍토니카에 의하여 디자인된 주요 확장을 겪는 동안 2006년 일시적으로 폐문하였다.
브롱크스는 또한 로렐라이 기념비로 더욱 잘 알려진 "하인리히 하이네 기념비"의 형성에서 독특한 시적인 증정물에 고향이 되기도 하였다.  하이네의 고향 독일의 뒤셀도르프가 거부한 후, 이른바 반유대주의 운동들을 위하여 그 독일계 유대인 시인과 카를 슈르츠를 포함한 그의 독일계 미국인 찬양자들에게 100년제의 기념비가 피프스 애비뉴와 59번가에 미드타운 맨해튼에서 대신 하나를 놓는 데 운동을 시작하였다.  하지만, 이 목적은 공공적 예술의 기관적 통제에 민족적 적대, 심미적 논쟁과 정치적 분투들의 결합에 의하여 훼방이 놓였다.  1899년 에른스트 구스타프 헤르터에 의한 기념비는 양키 스타디움 근처에 조이스 킬머 파크에 놓였다.  1999년 그것은 161번가와 콘코스 사이로 옮겨졌다.

#### 해양 유산
반도 자치구의 해양 유산은 몇몇의 방향에서 승인되었다.  시티 아일랜드 역사 사회와 노티컬 박물관은 뉴욕 학교 제도의 마지막 세기의 건축가 C. B. J. 스나이더에 의하여 디자인 된 전 공립 학교를 영유하였다.  포트 샤일러에 있는 뉴욕주의 해양 대학교는 해양 산업 박물관을 유숙한다.  추가로 할렘강은 도시의 공원부의 합동 공공-민간 노력인 브롱크스강 복구 프로젝트의 노력들로 큰 일부에서 "스컬러스의 줄"로서 다시 나타났다.  자치구의 이름을 받은 강에 카누와 카약은 브롱크스강 연합에 의하여 흥행되어 왔다.  강은 또한 뉴욕 식물원, 그 이웃 브롱크스 동물원과 약간 남부로 멀리 서부 기슭에 놓인 브롱크스강 미술관에 의하여 협차되었다.

### 언론과 방송

#### 신문
브롱크스는 브롱크스 뉴스, 파크체스터 뉴스, 시티 뉴스, 리버데일 프레스, 리버데일 리뷰, 브롱크스 타임스 리포터, 이너시티 프레스 (현재 국내적 논쟁에 더욱 전념함)와 코 오프 시티 타임스르 포함한 몇몇의 지방 신문들을 가지고 있다.  4개의 비영리적인 뉴스 아웃렛 - 노우드 뉴스, 마운트 호프 모니터, 모트헤이번 헤럴드와 헌츠 포인트 익스프레스는 자치구의 빈민 공동체를 시중드는 편이다.  리버데일 프레스의 편집자이자 합동 발간인 버너드 스타인은 1998년 브롱크스와 뉴욕 시에 관한 자신의 사설들로 퓰리처상 사설 부문을 수상하였다.
브롱크스는 한번 1907년 1월 20일에 발간하기 시작하고, 1948년 뉴욕 포스트로 병합된 자치구 소유의 신문 브롱크스 홈 뉴스가 있었다.

#### 라디오와 텔레비전
뉴욕 시의 주요 비영리적인 라디오 방송국들 중의 하나는 브롱크스에서 포덤 대학교의 로즈힐 캠퍼스로부터 방송하는 국내 공동 라디오 제휴의 50,000 와트 방송국인 WFUV이다.  이 방송국의 안테나가 몬테피오어 의료소에 의하여 소유된 아파트 건물의 정상에 있다.
뉴욕 시는 브롱크스에서 근거를 둔 프로그램을 나타내는 브롱크스 커뮤니티 칼리지로부터 방송하는 NYC 미디어 그룹과 케이블비전이 움직이는 뉴스 12 더 브롱크스 둘다에 의하여 운영되는 공식 텔레비전 방송국이 있다.  코 오프 시티는 그 소유의 케이블 텔레비전 공급자를 가지는 데 맨해튼 위의 뉴욕에서 처음으로, 그리고 브롱크스에서 첫 지역이었다.  지방 공공 액세스 텔레비전 방송국 브롱크스넷은 자치구에서 뉴욕 시립 대학교의 4년 대학원 허버트 H. 레먼 칼리지로부터 생기는 편이며 브롱크스 거주민들에 의하여 제작된 프로그램 활동에 추가로 정부 액세스 텔레비전 공공 정세 프로그램 활동을 마련한다.

## 기후
| 브롱크스의 기후          | 브롱크스의 기후 | 브롱크스의 기후 | 브롱크스의 기후 | 브롱크스의 기후 | 브롱크스의 기후 | 브롱크스의 기후 | 브롱크스의 기후 | 브롱크스의 기후 | 브롱크스의 기후 | 브롱크스의 기후 | 브롱크스의 기후 | 브롱크스의 기후 | 브롱크스의 기후 |
| 월                       | 1월             | 2월             | 3월             | 4월             | 5월             | 6월             | 7월             | 8월             | 9월             | 10월            | 11월            | 12월            | 연간            |
| ------------------------ | --------------- | --------------- | --------------- | --------------- | --------------- | --------------- | --------------- | --------------- | --------------- | --------------- | --------------- | --------------- | --------------- |
| 일평균 최고 기온 °F (°C) | 39.7 (4.3)      | 42.6 (5.9)      | 50.3 (10.2)     | 61.4 (16.3)     | 72.3 (22.4)     | 80.9 (27.2)     | 86.1 (30.1)     | 84.1 (28.9)     | 77.1 (25.1)     | 65.8 (18.8)     | 54.1 (12.3)     | 44.8 (7.1)      | 63.3 (17.4)     |
| 일평균 최저 기온 °F (°C) | 27.3 (−2.6)     | 28.7 (−1.8)     | 34.6 (1.4)      | 44.4 (6.9)      | 54.6 (12.6)     | 64.3 (17.9)     | 70.6 (21.4)     | 69.1 (20.6)     | 62.1 (16.7)     | 50.7 (10.4)     | 41.3 (5.2)      | 33.1 (0.6)      | 48.4 (9.1)      |
| 평균 강수량 인치 (mm)    | 3.74 (95)       | 3.19 (81)       | 4.37 (111)      | 3.95 (100)      | 4.06 (103)      | 4.55 (116)      | 4.37 (111)      | 4.82 (122)      | 4.55 (116)      | 4.13 (105)      | 3.45 (88)       | 4.67 (119)      | 49.85 (1,266)   |
| 평균 강설량 인치 (cm)    | 8.4 (21)        | 8.9 (23)        | 4.3 (11)        | 0.5 (1.3)       | 0 (0)           | 0 (0)           | 0 (0)           | 0 (0)           | 0 (0)           | 0 (0)           | 0.4 (1.0)       | 4.1 (10)        | 26.6 (68)       |
| 출처: NOAA               |                 |                 |                 |                 |                 |                 |                 |                 |                 |                 |                 |                 |                 |

## 같이 보기
- 뉴욕주의 군 목록